# Apechoneura brevicauda
Apechoneura brevicauda är en stekelart som beskrevs av Joseph Kriechbaumer 1890. Apechoneura brevicauda ingår i släktet Apechoneura och familjen brokparasitsteklar. Inga underarter finns listade i Catalogue of Life.